# Muntenia
La Muntenia (o Grande Valacchia) è una regione storico-geografica dell'Europa Centrale e della Romania.
È delimitata a sud e a est dal Danubio, a nord dalle Alpi Transilvaniche, a ovest dal fiume Olt. Comprende 10 distretti romeni: Argeș, Brăila, Buzău, Călărași, Dâmbovița, Giurgiu, Ialomița, Ilfov, Prahova e Teleorman.
La città principale è la capitale stessa della Romania, Bucarest, mentre altri centri importanti sono: Brăila, Buzău, Pitești, Ploiești e Târgoviște.
In seguito all'ingresso del paese nell'Unione europea, è stata costituita la Zona di sviluppo regionale Sud Muntenia, un'agenzia di diritto privato ad utilità pubblica che copre il territorio della Muntenia tranne la provincia della capitale.